# Худынское (Ивановская область)
Худынское — село Лухского района Ивановской области, входит в состав Рябовского сельского поселения.

## География
Село расположено на берегу реки Лух в 5 км к югу от райцентра посёлка Лух. 

## История

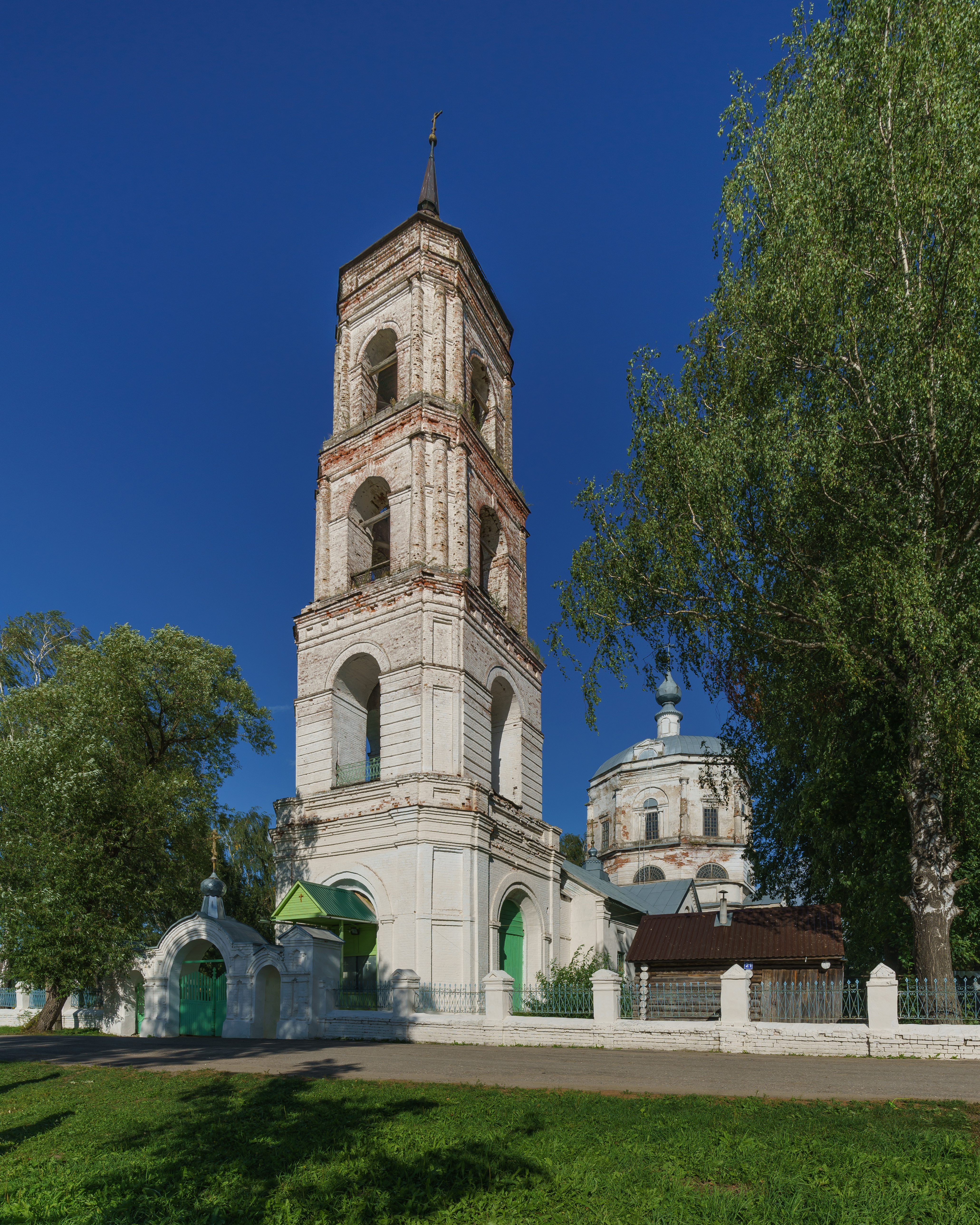
Богоявленская церковь

В 1841 году в селе на средства прихожан была построена каменная Богоявленская церковь с колокольней, престолов в церкви было 4.
В XIX — первой четверти XX века село являлось центром Худынской волости Юрьевецкого уезда Костромской губернии, с 1918 года — Иваново-Вознесенской губернии.
С 1935 года село являлось центром Худынского сельсовета Лухского района Ивановской области, с 2005 года — в составе Рябовского сельского поселения. 
До 2015 года в селе действовала Худынская начальная школа.

## Население
| 1872 | 1907 | 2002 | 2010 |
| ---- | ---- | ---- | ---- |
| 204  | ↗370 | ↘231 | ↘219 |

## Достопримечательности
В селе расположена действующая Церковь Богоявления Господня (1841).